# Penteratto
| Penteratto                  | Penteratto                                     |
| --------------------------- | ---------------------------------------------- |
|                             |                                                |
| Tipo                        | Politopo-5 regolare                            |
| Famiglia                    | Ipercubo                                       |
| Notazione di Schläfli       | {4,3,3,3} {4,3,3}x{} {4}x{4}x{} {}x{}x{}x{}x{} |
| Diagramma di Coxeter–Dynkin |                                                |
| Ipercelle                   | 10 tesseratti                                  |
| Celle                       | 40 cubi                                        |
| Facce                       | 80 facce quadrate                              |
| Spigoli                     | 80                                             |
| Vertici                     | 32                                             |
| Gruppo di Coxeter           | C5, [3,3,3,4]                                  |

Un penteratto è una forma geometrica regolare di 5 dimensioni spaziali che possiede 32 vertici, 80 spigoli, 80 facce quadrate, 40 celle cubiche e 10 ipercelle tesserattiche. Il nome penteratto, analogamente a tesseratto, deriva dalle parole greche πέντε ἀκτίνες (cinque raggi).